# 恩格斯區

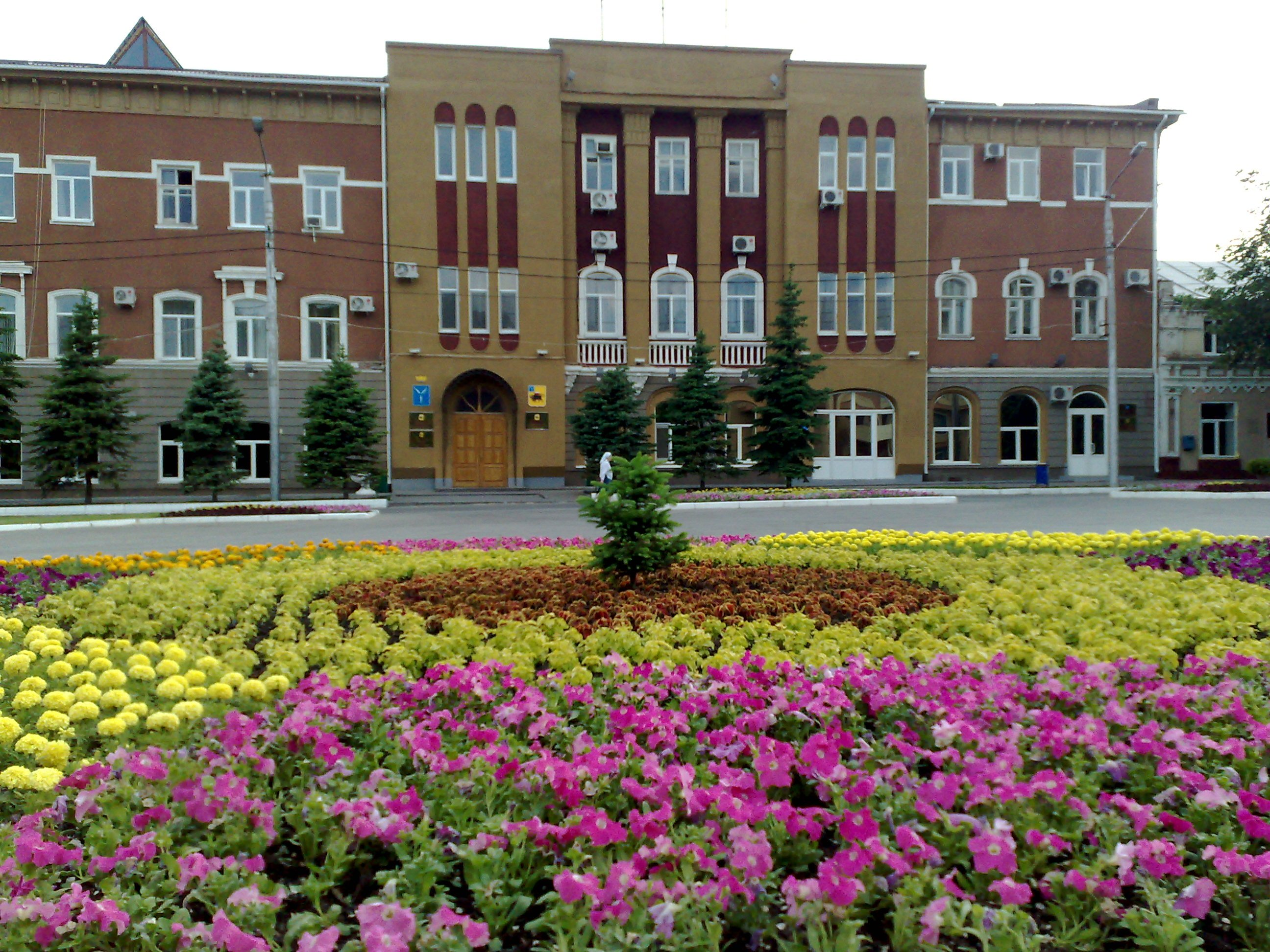

51°28′N 46°07′E / 51.467°N 46.117°E
恩格斯區（俄语：Энгельсский район），是俄羅斯的一個區，位於該國西南部，由薩拉托夫州負責管轄，面積3,100平方公里，2010年人口44,832，人口密度每平方公里14.46人，首府恩格斯。